# Waterinsecten
Waterinsecten zijn insecten die een deel of het geheel van hun levenscyclus in het water doorbrengen. Ze hebben zich in de loop van de evolutie aangepast aan een leven in of nabij aquatische omgevingen, waarbij sommige soorten permanent in het water verblijven en andere slechts tijdelijk, bijvoorbeeld tijdens hun larvale stadium. Waterinsecten spelen een essentiële rol in aquatische ecosystemen, met een opvallend grote diversiteit in Nederland en Europa. Door hun gedrag, morfologie en fysiologie zijn ze in staat om te overleven in omstandigheden die sterk verschillen van het landmilieu waarin insecten oorspronkelijk zijn ontstaan. Hun aanwezigheid biedt vaak waardevolle informatie over de kwaliteit van het water waarin ze leven, waardoor ze van belang zijn voor ecologisch onderzoek en milieumonitoring. De studie van waterinsecten draagt bij aan het begrip van de wisselwerking tussen organismen en hun omgeving en onderstreept de veelzijdigheid en veerkracht van insecten binnen uiteenlopende ecosystemen.

## Voorkomende waterinsecten
In Nederland en Europa komen onder andere de volgende soorten veel voor:
- Kokerjuffers (larven van schietmotten (orde Trichoptera))
- Libellen en waterjuffers (orde Odonata)
- Eendagsvliegen (orde Ephemeroptera)
- Dansmuggen (familie Chironomidae)
- Waterkevers (familie Dytiscidae, Hydrophilidae, Gyrinidae, Haliplidae, Noteridae)
- Zwemwantsen (familie Notonectidae)
- Waterschorpioenen (Nepidae)
- Beeklopers (Gerridae)

## Voeding
Waterinsecten hebben uiteenlopende voedingsstrategieën:
- Planteneters zoals steenvliegen, waarvan de larven zich voeden met algen.
- Roofinsecten zoals zwemwantsen en waterschorpioenen, die jagen op andere kleine waterdieren.
- Detritivoren zoals kokerjuffers, die organisch afval verwerken.

## Levensduur
De levensduur varieert sterk per soort:
- Eendagsvliegen leven als volwassen insect vaak slechts enkele uren tot twee dagen, maar hun larvale fase kan maanden tot enkele jaren duren.
- Libellen leven 1–3 jaar als larve, en enkele weken tot maanden als volwassen insect.
- Waterkevers kunnen als volwassen kever tot 2 jaar oud worden.

## Verspreiding
Waterinsecten komen voor in vrijwel alle zoetwatermilieus:
- Stilstaand water: vijvers, meren, sloten.
- Stromend water: beken en rivieren.
- Specifieke voorkeuren: sommige soorten zoals de kokerjuffer geven de voorkeur aan helder, zuurstofrijk water.

## Predatoren
Waterinsecten vormen een belangrijke voedselbron voor veel dieren:
- Vissen zoals voorn, baars en snoek.
- Amfibieën zoals kikkers en salamanders.
- Vogels zoals de ijsvogel, eenden en ibissen.
- Andere insecten zoals libellenlarven die andere larven eten.

## Ecologische rol
Waterinsecten zijn cruciaal in de voedselketen:
- Ze recyclen organisch materiaal, bijvoorbeeld als detritivoren die dood organisch materiaal afbreken.
- Ze controleren populaties van andere waterorganismen door predatie.
- Ze dienen als indicatoren voor waterkwaliteit, omdat sommige soorten alleen in schoon water voorkomen.
- Ze vormen een voedselbron voor hogere trofische niveaus zoals vissen, amfibieën en vogels.

## Evolutionaire geschiedenis
Waterinsecten zijn evolutionair ontstaan uit landinsecten die zich aanpasten aan aquatische omgevingen. De oudste fossielen van aquatische insecten dateren uit het Carboon, meer dan 300 miljoen jaar geleden.